# Zach Britton
Pour les articles homonymes, voir Britton.
Zachary Grant Britton (né le 22 décembre 1987 à Los Angeles, Californie, États-Unis) est un lanceur de relève gaucher de la Ligue majeure de baseball.
Stoppeur des Orioles depuis la saison 2014, Britton invité au match des étoiles en 2015 et 2016 et gagne en 2016 le prix Mariano Rivera du meilleur lanceur de relève de la Ligue américaine.
Il détient le record de la Ligue américaine de 60 sauvetages consécutifs sans saboter une avance.

## Carrière
Après des études secondaires à la Weatherford High School de Weatherford (Texas), Zachary Britton est repêché en juin 2006 par les Orioles de Baltimore au troisième tour de sélection. Il perçoit un bonus de 435 000 dollars à la signature de son premier contrat professionnel. 
Il passe quatre saisons en Ligues mineures avec les Bluefield Orioles (Rk, 2006), les Aberdeen IronBids (A, 2007), les Delmarva Shorebirds (A, 2008), les Frederick Keys (A+, 2009), les Bowie Baysox (AA, 2010) et les Norfolk Tides (AAA, 2010). Il joue douze matchs comme lanceur partant en Triple-A, pour trois vuctoires, quatre défaites et une moyenne de points mérités de 2,98.
Affecté en Triple-A à l'issue de l'entraînement de printemps 2011 des Orioles, Britton est rappelé en majeure 48 heures plus tard à la suite du placement de Brian Matusz sur la liste des blessés. Il fait ses débuts en Ligue majeure le 3 avril 2011 face aux Rays de Tampa Bay. Lanceur partant, il reste six manches sur le monticule, lachant un point et trois coups sûrs pour six retraits sur des prises. Il enregistre à cette occasion sa première victoire en MLB. Britton effectue 28 départs pour les Orioles en 2011 et est le lanceur de l'équipe qui remporte le plus de victoires, avec 11 contre 11 défaites. Il présente une moyenne de points mérités de 4,61 en 154 manches et un tiers lancées à sa saison recrue.
Il ne joue que 20 matchs pour Baltimore au cours des deux années suivantes, et guère davantage en ligues mineures. Il éprouve différents problèmes, dont des blessures à l'épaule. 
Le gaucher s'avère une révélation pour les Orioles en 2014 dans le rôle de lanceur de relève avec une moyenne de points mérités d'à peine 1,65 en 76 manches et un tiers lancées lors de 71 sorties. Devenu stoppeur de l'équipe, il réalise 37 sauvetages, le 4e plus haut total de la Ligue américaine. 
En 2015, Britton protège 36 victoires des Orioles, est le releveur de la Ligue américaine qui termine le plus de rencontres (58) et affiche une moyenne de points mérités d'à peine 1,92 en 65 manches et deux tiers lancées. Il réussit 79 retraits sur des prises, faisant passer sa moyenne de retraits sur des prises par match à 10,8 - en comparaison d'une moyenne de 7,3 en 2014. Faisant maintenant partie de l'élite des releveurs de la ligue, Britton est à l'été 2015 invité pour la première fois au match des étoiles.
Du 1er octobre 2015 au 21 août 2017, Britton établit un record de la Ligue américaine en réalisant 60 sauvetages consécutifs sans gâcher une seule avance. Préservant la victoire des Orioles sur les Astros de Houston le 23 juillet 2017, Britton réalise son 55e sauvetage consécutif, dépassant le record de la Ligue américaine prédécent établi par Tom Gordon et ses 54 sauvetages consécutifs pour Boston en 1998 et 1999. La séquence de Britton prend fin le 23 août 2017, loin du record des majeures de 84 sauvetages de suite établi par Éric Gagné de 2002 à 2004.